# Prix international de poésie Federico García Lorca
Le Prix international de poésie Federico García Lorca (en espagnol : Premio Internacional de Poesía Federico García Lorca), est un prix littéraire espagnol, décerné par la ville de Grenade, en Andalousie. 

## Dénomination
De sa dénomination complète Premio Internacional de Poesía Ciudad de Granada Federico García Lorca (Prix international de poésie Ville de Grenade Federico García Lorca), le prix est nommé en hommage au poète et dramaturge espagnol Federico García Lorca, assassiné par les nationalistes en 1936 durant la guerre d'Espagne.

## Historique et présentation
Le prix est décerné par la mairie de Grenade depuis 2004. Cette première édition est présidée par Felipe VI, alors prince des Asturies.
La distinction a pour objet de récompenser l'œuvre poétique d'un auteur vivant, qui, par sa valeur littéraire, constitue un apport remarquable au patrimoine culturel de la littérature hispanique. 
Le prix lui-même est une réplique de la sculpture Luna réalisée en 1974 l'artiste andalou Miguel Moreno. 

## Lauréats
- 2004 : Ángel González ( Espagne)
- 2005 : José Emilio Pacheco ( Mexique)
- 2006 : Blanca Varela ( Pérou)
- 2007 : Francisco Brines ( Espagne)
- 2008 : Tomás Segovia ( Espagne)
- 2009 : José Manuel Caballero Bonald ( Espagne)
- 2010 : María Victoria Atencia ( Espagne)
- 2011 : Fina García Marruz ( Cuba)
- 2012 : Pablo García Baena ( Espagne)
- 2013 : Eduardo Lizalde ( Mexique)
- 2014 : Rafael Guillén ( Espagne)
- 2015 : Rafael Cadenas ( Venezuela)
- 2016 : Ida  Vitale ( Uruguay)
- 2017 : Pere Gimferrer ( Espagne)
- 2018 : Darío Jaramillo Agudelo ( Colombie)
- 2019 : Julia Uceda ( Espagne)
- 2020 : Yolanda Pantin ( Venezuela)
- 2021 : Luis Alberto de Cuenca ( Espagne)[4]
- 2022 : Raúl Zurita ( Chili)[5]
- 2023 : Circe Maia  ( Uruguay)
- 2024 : Coral Bracho ( Mexique)